# Okrug Svidník
Okrug Svidník (slovački: Okres Svidník) nalazi se  Prešovskom kraju na istoku Slovačke na njenoj granici s Poljskom. U okrugu živi 31 041 stanovnika, dok je gustoća naseljenosti 56,47 stan/km². Ukupna površina okruga je 549,60 km². Glavni grad okruga Svidník je istoimeni grad  Svidník sa 9647 stanovnikom.

## Stanovništvo
| Godina:     | 1994.  | 2004.   | 2014.   | 2024.   |
| ----------- | ------ | ------- | ------- | ------- |
| Broj ljudi: | 32 982 | 33 399  | 32 997  | 31 041  |
| Razlika:    |        | +1,26 % | −1,20 % | −5,92 % |

| Godina:     | 2023.  | 2024.   |
| ----------- | ------ | ------- |
| Broj ljudi: | 31 183 | 31 041  |
| Razlika:    |        | −0,45 % |

## Gradovi
- Svidník
- Giraltovce

## Općine
| - Belejovce - Beňadikovce - Bodružal - Cernina - Cigla - Dlhoňa - Dobroslava - Dubová - Dukovce - Fijaš - Havranec - Hrabovčík - Hunkovce - Jurkova Voľa - Kalnište - Kapišová - Kečkovce - Kobylnice - Korejovce - Kračúnovce - Krajná Bystrá - Krajná Poľana | - Krajná Porúbka - Krajné Čierno - Kružlová - Kuková - Kurimka - Ladomirová - Lúčka - Lužany pri Topli - Matovce - Medvedie - Mestisko - Mičakovce - Miroľa - Mlynárovce - Nižná Jedľová - Nižná Pisaná - Nižný Komárnik - Nižný Mirošov - Nižný Orlík - Nová Polianka - Okrúhle - Príkra | - Pstriná - Radoma - Rakovčík - Rovné - Roztoky - Soboš - Stročín - Svidnička - Šarbov - Šarišský Štiavnik - Šemetkovce - Štefurov - Vagrinec - Valkovce - Vápeník - Vyšná Jedľová - Vyšná Pisaná - Vyšný Komárnik - Vyšný Mirošov - Vyšný Orlík - Železník - Želmanovce |

### Ostali projekti
|  | Zajednički poslužitelj ima još gradiva o temi Okrug Svidník |